# 北迷中條鰍
北迷中條鰍（學名：T. bacmeensis），為輻鰭魚綱鯉形目條鳅科的其中一個種，分布亞洲越南淡水溪流中，棲息在熱帶溪流礫石底質水域，以附著的藻類為食，生活習性不明。

## 扩展阅读
維基物種上的相關：北迷中條鰍